# Stanley Middleton
Stanley Middleton (ur. 1 sierpnia 1919 w Bulwell, Nottinghamshire  – zm. 25 lipca 2009) – pisarz angielski. 

## Życiorys
Middleton uczęszczał do High Pavement School w Nottingham. W latach 1938–1940 i 1946–1947 studiował na University College of Nottingham (obecnie Uniwersytet Nottingham). W latach 1940–1946 służył w wojsku (Royal Artillery oraz Army Education Corps). Od 1947 do 1981 uczył angielskiego w High Pavement College w Nottingham. Middleton grał na organach i malował akwarelami; jego prace ilustrowały wydanie Holiday z roku 2006 (wydawnictwo Oak Tree Press). 

## Kariera literacka
Middleton był autorem licznych powieści, a także kilku słuchowisk radiowych. Pisać zaczął jeszcze na studiach. W 1958 roku opublikował debiutancką powieść A Short Answer. W 1974 jego powieść Wakacje (Holiday) zdobyła Nagrodę Bookera. Jego najnowsza, czterdziesta czwarta powieść to wydana w 2008 Her Three Wise Men.

## Twórczość

### Powieści
- A Short Answer (1958)
- Harris's Requiem (1960)
- A Serious Woman (1961)
- The Just Exchange (1962)
- Two's Company (1963)
- Him They Compelled (1964)
- Terms of Reference (1966)
- The Golden Evening (1968)
- Wages of Virtue (1969)
- Apple of the Eye (1970)
- Brazen Prison (1971)
- Cold Gradations (1972)
- A Man Made of Smoke (1973)
- Wakacje (1974) (Holiday, wyd. polskie Wiatr od Morza, 2015)
- Distractions (1975)
- Still Waters (1976)
- Ends and Means (1977)
- Two Brothers (1978)
- In a Strange Land (1979)
- The Other Side (1980)
- Blind Understanding (1982)
- Entry into Jerusalem (1983)
- The Daysman (1984)
- Valley of Decision (1985)
- An After-Dinner's Sleep (1986)
- After a Fashion (1987)
- Recovery (1988)
- Vacant Places (1989)
- Changes and Chances (1990)
- Beginning to End (1991)
- A Place to Stand (1992)
- Married Past Redemption (1993)
- Catalysts (1994)
- Toward the Sea (1995)
- Live and Learn (1996)
- Brief Hours (1997)
- Against the Dark (1998)
- Necessary Ends (1999)
- Small Change (2000)
- Love in the Provinces (2002)
- Brief Garlands (2004)
- Sterner Stuff (2005)
- Mother's Boy (2006)
- Her Three Wise Men (2008)

### Inne
- Stanley Middleton at Eighty (1999)